# Dominik Schwaderlapp
Dominikus Schwaderlapp, plus connu sous le nom de Dominik Schwaderlapp, né le 4 mai 1967 à Selters (Rhénanie-Palatinat, Allemagne), est un prélat catholique allemand, évêque auxiliaire de Cologne depuis 2012.

## Biographie
Dominikus Schwaderlapp grandit à Ransbach-Baumbach et étudie la théologie catholique à Bonn et à Augsbourg. Il est ordonné prêtre le 18 juin 1993 par Joachim Meisner. Le 20 juin 1993, il célèbre sa première messe en l'église Saint-Antoine de Ransbach-Baumbach, le village de son enfance. Par la suite, il est nommé aumônier à Sainte-Marie et Sainte-Barbe de Neuss, puis, le 15 novembre 1996, il devient secrétaire particulier de l'archevêque.
Il obtient son doctorat en théologie à l'université d'Augsbourg, en 2002. À la fin de l'année 2003, il devient aumônier et secrétaire de Meisner. Le 1er janvier 2004, il est nommé sous-vicaire général de Cologne. Du 1er juin 2004 à la mi-mars 2012, il exerce la charge de vicaire général de l'archidiocèse de Cologne. Le 2 juillet 2004, il est élu résident canon. Le 25 juillet 2004, le pape Jean-Paul II le nomme prélat d'honneur de Sa Sainteté. En 2009, il est nommé au chapitre de Swidnica.
En 2006, il est nommé commandeur de l'Ordre équestre du Saint-Sépulcre par le cardinal Carlo Furno Il est également investi grand prieur de la lieutenance allemande par Anton Schlembach, le 20 mai 2006.
Le 24 février 2012, il est nommé évêque titulaire de Frequentium (de) et évêque auxiliaire de Cologne par le pape Benoît XVI. Il est ainsi responsable de la « Pastorale District Nord » comportant les villes de Düsseldorf, Wuppertal, Solingen et Remscheid. Il est consacré le 25 mars 2012, en la cathédrale de Cologne, par le cardinal Joachim Meisner. Ses co-consécrateurs sont alors Manfred Melzer et Heiner Koch.

## Prises de position

### Opus Dei
Proche de l'Opus Dei, Schwaderlapp, lors d'une interview, affirme apprécier la théologie de la prélature et prendre part à des retraites spirituelles. Il déclare notamment que son accompagnateur spirituel est membre de l'Opus Dei.